# Sácama
Sácama è un comune della Colombia facente parte del dipartimento di Casanare.
L'abitato venne fondato da Jorge Spira e Nicolás de Federmán nel 1538.